# Andrianam poinimerina
Andrianam poinimerina là một loài bướm đêm trong họ Noctuidae.